# 紐脫福球場
紐脫福球場（英語：New Trafford Stadium）是福斯特建築事務所為曼聯命名的未來新球場，將取代1910年以來的主場奧脫福球場，預計2030年落成啟用。 
2025年，球會宣佈由福斯特建築事務所設計一座有蓋的10萬座位球場。 曼聯希望在2030–31球季前遷入新球場。簡介上，福斯特建築事務所稱新球場為「紐脫福球場」。

## 位置
新球場將建於奧脫福球場旁邊。

## 歷史
自2006年以來，奧脫福球場沒有進行任何重大工程，2021年，曼聯考慮重新發展老特拉福德球場。2023年，由於無法確定球場是否可用於舉辦比賽，排除在2028年歐洲國家盃球場名單外。2024年5月，球場頂在曼聯對阿仙奴比賽中漏水，2023年、2019年和2012年發生過類似情況 。
2024年2月，爵士購買曼聯27.7%股份。同月，脫福議會公佈重新發展奧脫福週邊地區的計劃，作為脫福碼頭發展框架的一部分。拉特克利夫購買股份後表示，他希望看到「英格蘭北部的國家球場」，而不是翻新現有球場，因為它並不完美。一個由男爵、莎拉·托德、學者和一個球迷團體成員組成的特別工作組探討是否翻新現有球場，或興建新球場。問卷調查中，52% 球迷贊成興建新球場。2024年9月，球會公佈首批新球場圖片，據報道，它每年可為英國經濟帶來73億英鎊收入。
大曼徹斯特市長表示，興建球場不會使用公共資金。球場周邊地區可能重建和發展，涉及公私營合作。表示，建設取決於「政府啟動重建計劃的速度」。曼聯行政總裁奧馬·貝拉達表示，「如果沒有更廣泛的重建計劃，單獨重建球場並無意義」。2025年1月，英國財政大臣表示，自己支持重新發展奧脫福周邊地區。
2025年3月，球會宣布將興建一個可容納10萬個座位的球場，預計耗資20億英鎊，由英國建築師設計。

## 設計
新球場將成為曼徹斯特最高建築和歐洲第二大足球場。球場將有10萬個座位。15.5%座位用作招待。它將以三根桅杆形成「三叉戟」。中央桅杆高200米，設有觀景台。球場包括一個126,000平方米的巨大頂蓋，下方將成為娛樂和商業場地的商業區。球場草坪將低於地面15.9米。

## 建造
福斯特建築事務所的估計，興建球場將耗時五年。球場計劃採用模組建築法，沿曼徹斯特運河運送材料。